# Valvet, Lund

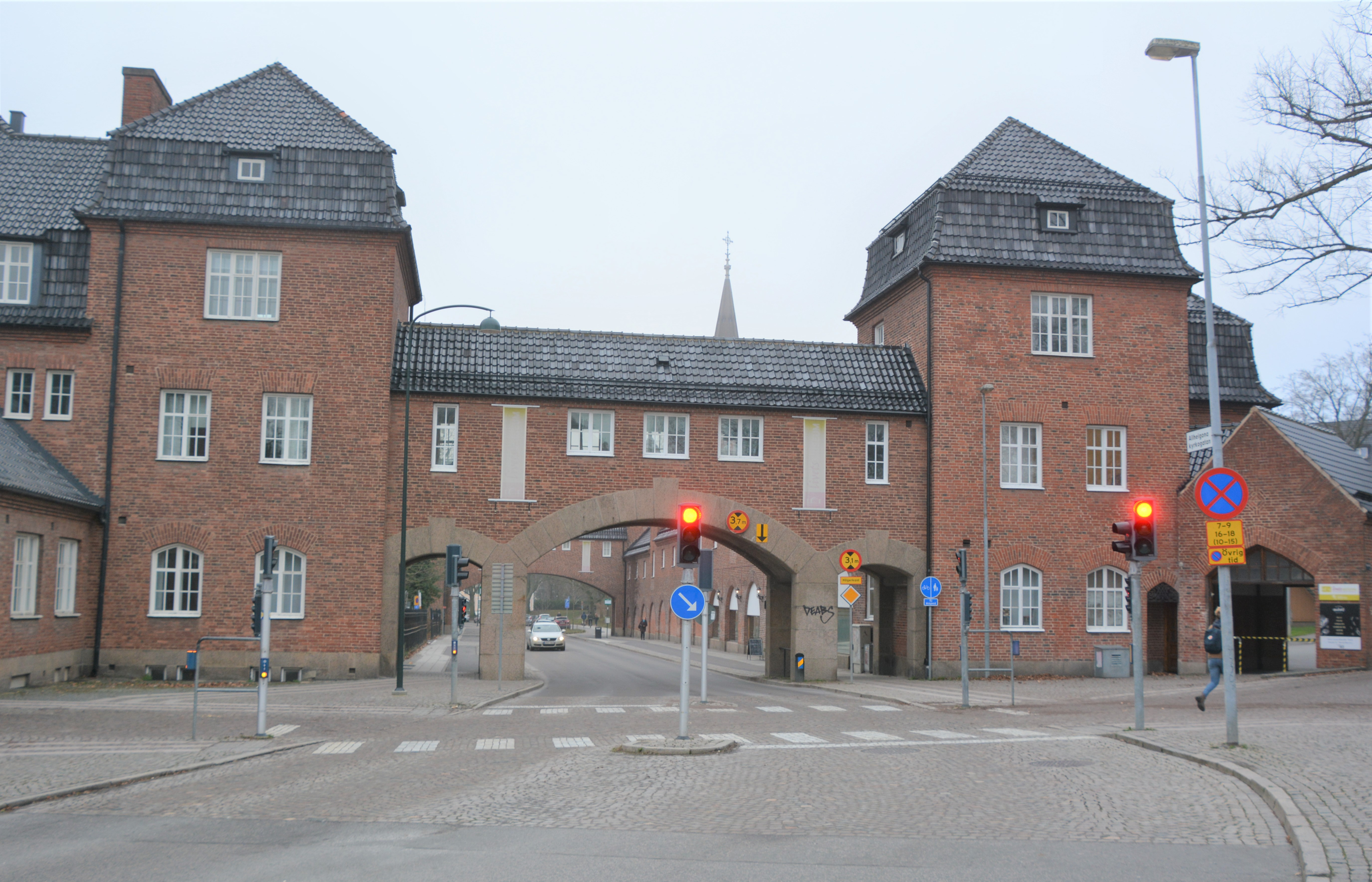
Valvet över Allhelgona kyrkogata i Lund

Valvet är en byggnad som spänner över Allhelgona kyrkogata i Lund. Det är en del av en ovanjordisk kulvert ovan gatuplanet som förbinder byggnader på förutvarande norra och södra lasarettsområdena. Valvet förband kliniker som låg på norra och södra lasarettsområdena på den tiden när Lunds lasarett hade verksamhet i området. Valvet byggdes 1918 och inhyser numera (2018) det medicinhistoriska museet Livets museum.